# قبعات قديمة
قبعات قديمة (بالإنجليزية: Old Hats)‏ هي عرض مسرحي كوميدي أُلف عام 2013، كتبها وأداها ديفيد شاينر وبيل ايروين، وقد أُدي العرض لأول مرة في مدينة نيويورك. كما أشتركت الموسيقار نيلي مكاي في العرض في عام 2013، مسرح اوف برودواي الاصلي كان مزيجاً من «مسرح تهريجي وموسيقي».، فازت قبعات قديمة بجائزة مكتب الدراما للمسرح المتميز عام ٢٠١٣. 

## إحياء العرض
تم إحياء العرض في مدينة نيويورك في عام 2016 مع عودة شاينر وايروين وأدت الفنانة الثالثة الجديدة شاينا توب، أغاني محلية مع الفرقة بين الفقرات.، تم بث الإحياء لمعرض وينتس عن قرب وبوردواي بدقة عالية .